# Rousset-Serre-Ponçon
Rousset-Serre-Ponçon es una comuna francesa, situada en el departamento de Altos Alpes, en la región
de Provenza-Alpes-Costa Azul.
La comuna fue nombrada Rousset hasta el 31 de diciembre de 2024.

## Demografía
| 275 | 174 | 156 | 127 | 172 | 176 | 159 | 172 |
| Para los censos de 1962 a 1999 la población legal corresponde a la población sin duplicidades (Fuente: INSEE [Consultar]) |     |     |     |     |     |     |     |

## Réferencias
1. ↑  Worldpostalcodes.org, código postal n.º 05190.
2. ↑  INSEE, Datos de población para el año 2012 de Rousset-Serre-Ponçon (en francés).
3. ↑  Decreto ministerial nº 2024-863, del 8 de agosto de 2024 (en francés)